# カラーコレクション
カラーコレクション（Color Correction、カラコレ）とは、映画やテレビドラマなどの映像作品において、映像の色彩を補正する作業である。フィルム時代には、原版のフィルムに切れ込みを入れそのタイミングにあわせてフィルタを入れ替えることによって実現していたため、「タイミング」とも呼ぶ。
作品全体を通してのトーンを決めたり、前後のカットの色味を合わせたりする。また、1カットを合成する際、それぞれの素材の色味を統一させることもカラーコレクションと呼ぶ。昼間撮影したシーンを夕暮れ時のように見せかけることもできる。
この作業を専門に行うオペレーターは「カラリスト」と呼ばれる。（表記は「カラリスト」であるが、発音は「カラーリスト」という場合が多い）また、色変更を専門に行う機械のことをカラーコレクタという。
昔の映画製作においては撮影フィルムをフィルムスキャナーで取り込み、デジタル編集した後にフィルム・レコーダーで書き出していた (デジタル・インターミディエイト)。映画館によって採用されているシステムが異なっており、様々な特性のカラーフィルムへと書き出していた。近年はデジタル映画カメラやデジタルシネマが普及し映像制作がフルデジタル化されたものの、デジタルで撮影された映像を意図的にフィルム調の色合いや24fpsのフレームレートにしてフィルムルックを作ることなどが一般的に行われるようになった。また、カラリストのスタイルによるが、カメラマンや監督に対して作品のトーンやルックを提案をする場面も多く、単なる「補正（コレクション）」の範疇を超える処理が行なわれるようになったため、それら様々な色調調整を総称して カラーグレーディング (Color grading) または、略してグレーディングということが多くなった。
海外や特に北米においては映画やドラマのポストプロダクションにおけるカラーグレーディング、仕上げ作業のことをDI(元はDigital Intermidiate〈デジタル・インターミディエイト〉の省略)と呼ぶことが一般的である。

## カラリスト
カラリストとは、主にカメラマンや監督と共に、映像作品の色に関する雰囲気を変えたり、実際の製品と同じ色にするなどの色調整を専門的に行うオペレータである。また、カラーマネジメントに精通しており、グレーディングされた映像を多様なディスプレイやスクリーン上で演出意図通りに表示するための責任者でもある。
職業としてはカラリストと呼ぶことが一般的だが、映画などのスタッフロールでは、DIカラリストとしてクレジットされることも多い。
DIカラリストというのは、主に北米を中心とした海外にて映画のグレーディングを担当したカラリストがクレジットされる名称で、これはカラーグレーディングを含めた仕上げ作業をDIと呼ぶことが定着したことから付けられた（英語表記はDigital Intermidiate Colorist）。また、ハリウッドにおいては、映画のカラーグレーディングを担当出来るのは、カラリストの中でも一流の者だけという意味でこのように呼称している背景がある。しかし日本や他の国々では、単にハリウッドのクレジットロールに準じて呼称している。
また、カラーグレーダーという呼び名もある。これはカラーグレーディングをする人という意味であるが、DI黎明期にアメリカでカラリストのバックグラウンドを持たない者がカラーグレーディングを担当した際に呼称したのが始まりで、現在では海外作品のクレジットロールでも見かけることは稀であり、一般的ではない呼称である。日本においては敢えてカラリストとの差別化を図る意図で呼称している様であるが、基本的に役割は同じである。

### カラリストの仕事
カラリストに求められることは主に以下である。
適正な色の再現
これは、撮影された時の色が正確に表現されるよう、時にその時に撮影したカメラマンが同席し、カラリストに指示をしながら、色を変更していく。この時の色は「ノーマル」ともといわれる。また、CM等で商品が映っているカットは、商品の色が適切に再現されているかも重要である。
カットごとの調整（カラーマッチ）
時間がバラバラに撮影される映画・CMなどでは、太陽の傾きや雲の変化などにより前後のカットで色が異なってしまう。またスペクトル特性の異なる複数のカメラやレンズが撮影に使われることもあり、それによっても色が異なってしまう。そのままではおかしいため、一連のカットを同じ色調・明るさになるように調整する必要がある。
カラーマッチでは撮影時にカラーチャートを映しておくことで半自動的な処理が可能となる (DaVinci ResolveのColor Match Palette機能など)。また、AIでカラーマッチを行うソフトウェアも登場している (Adobe Premiere Pro 12.1以降、DaVinci Resolve 16以降など)。
撮影時間・状況の変更
撮影は時間的にタイトであり、必ずしも狙った画が撮れるとは限らない。たとえば、脚本では夕暮れのシーンだが、役者・スタッフのスケジュールや、撮影場所の時間的制約から日中に撮影せざるを得ない場合は、カラーコレクションで夕方にする場合がある。また、雨のシーンでは、撮影時に人工的に雨を降らせ、カラーコレクションで色の輝度を抑え、雨のシーンを再現することがある。しかし、どれくらい再現できるかはその状況に左右される。
記憶色の再現
人間の視覚はハント効果により輝度が高いほど色合い (鮮やかさ) が高くなる (色の見えモデル参照) ものの、表示における最大輝度は環境によって異なっている (HDTV向けのマスターモニターが100nit、一般的SDRディスプレイが250-300nit、一般的なデジタルシネマが48nitなど)。またフィルムエミュレーションやガンマカーブなどで意図的に輝度を変化させることも行われる。最終的な輝度によって記憶色とのズレが大きくなるため、必要に応じて部分的に記憶色へ近づけることが行われている。
イメージの再現
カメラマン・監督が考える抽象的なイメージを、具体的に色として再現する。寒いから青く、熱いから赤くといった基本的なものから、寂しい・切ない・嬉しい・悲しいといった感情的なもの、ほのぼの・やわらかい・スッキリ・カッコ良いといった見た目的なものまで、表現は多彩である。故に芸術的センスを求められる一面もある。
おいしさの表現
CMで多いが、肉に滴る肉汁をおいしそうに見せたり、コーヒーの香り立つ感じ、ビールCMでの水しぶきを強調し切れ味があるような感じを表現する。このようなカットのことをシズルカットといい、よく表現できていることを「シズル感が出ている」等と表現する。
LUTの作成
映画やドラマなどでは、テスト撮影されてきた素材を使用して撮影監督や監督とその作品のルックを作り上げ、LUT(Lookup table)として提供する。撮影時にクルーの間で作品の最終イメージを共有するために、このLUTを撮影現場のモニターやカメラに適用する。ただしLUTは、撮影データには焼き込まず、モニター出力にのみ反映することが一般的である。このようなLUTのことを海外ではShow LUTと呼び、カラーグレーディング時のスタートポイントとして使用されることもある。

### 仕事領域
映像ができるまでの中で技術的な部分は、撮影→現像（フィルムの場合）→カラコレ（テレシネ）→EED→MAの順が一般的である。カラリストは、撮影された素材に対してカラーコレクションをする。また、映画などの場合は、白完（「白完パケ」の略）といわれるテロップ無しの映画の完成形に対して、カラーコレクションをすることもある。その場合は、カットごとの色合わせや、全体的なトーンを合わせる意味合いが強い。
最近では、カラーグレーディングシステムの進化に伴いグレーディング中に編集変え、合成やタイトル入れなども積極的に行うことが求められてきている。
また、撮影に立ち会うことはあまりないが、新しい手法を試す時などや、人によりアドバイザー的な立場として、撮影現場に同席することがある。

### カラーコレクションとテレシネの関連性
20年ほど前まではカラーコレクション(カラコレ)のことをテレシネと呼んでいた時代があった。
本来カラーコレクションとは、色補正のことであり、テレシネとは、フィルムをビデオ信号に変換することである。テレシネとカラーコレクションが関連付けされて使用されるのは、テレシネ作業と同時にカラーコレクション作業もするからである。
これは、テレシネ時にカラーコレクションをする方が、フィルムにある情報を余すことなくビデオ信号に変換できるからである。
現在では、フィルム撮影された素材はビデオ信号に変換するテレシネよりもフィルムスキャナーを使用して解像度2K〜5Kの10bit〜16bitの連番ファイルにデータ化し、グレーディングすることが一般的である。

### 使用するソフトウェア/機材
カラリストがカラーコレクションをする場合、専門の機材を使用することが多い。現在は、ファイルベースでノンリニアカラーグレーディングが主流のため、da Vinciなどのテレシネ時代のカラーコレクターは割愛する。

#### 使用するソフトウェア
- DaVinci Resolve (ダヴィンチ・リゾルブ) Blackmagic Design (BMD)社のノンリニアカラーグレーディング、動画編集、音声編集およびコンポジットソフトウェアで、オールインワンの複合機。2010年にBMDがda Vinci Systems社を買収し、DaVinci Resolveの開発を継続。BMDが開発を引き継いでからは、それまでコスト的に敷居の高かったカラーグレーディングソフトウェアを一般コンシューマーターゲットに広めるべく無料版を配布した。現在では、導入コストの安さからエントリーユーザーからプロまで広く普及しており、世界で最もユーザーの多いカラーグレーディングソフトウェアである。

- Baselight（ベースライト） 英国FilmLight社のカラーグレーディングシステム。高度なカラーマネージメントシステムである「Truelight Colour Spaces」を搭載。全ての工程で一貫したカラーマネジメントを可能とするシステムを提供している。デイリー用システムである「Daylight」やMacOS用の「Baselight Conform」なども提供している。特徴の一つとして、他のグレーディングメーカーが、買収した他社のアプリケーションを統合していくのに対して、BaselightはAvid Media Composer、Autodesk Flame、Foundry Nukeなどのメジャーな他社アプリケーションにBaselightをプラグインとして提供するという戦略をとっており、BLGと呼ばれるグレーディングデータの交換やタイムラインの共有など、編集やVFXアプリケーションとレンダリングすることなくシームレスに高度な連携を図ることができる。また24時間365日対応のサポート体制や、細やかなアップデート対応もこのメーカーの特徴である。高価なため日本ではマイナーだが、北米や欧州ではハイエンドカラーグレーディングシステムとしての地位を確立している。

- Autodesk Lustre（英語版） (オートデスク・ラスター、旧Colossus)。Autodesk社のカラーグレーディングソフトウェア。Autodeskが開発元のColorfrontを買収した。Autodesk Flameとの連携に対応している。なお、Autodesk Flame自身にも2018.3以降にセカンダリーカラーコレクションのためのAction Selectivesが搭載されている[6]ほか、Flame 2019以降にLustreのアルゴリズムを拡張したMasterGrade Matchboxが搭載され[7]、Lustreは2024年に開発が終了した[8]。

- ASSIMILATE SCRATCH（スクラッチ） ASSIMILAT社のポストプロダクション向けソフトウェア。ノンリニアカラーグレーディングに対応している。独自のタイムラインUIによりバージョニング管理が簡易である。北米や欧州ではブティックスタイルの小さなポスプロやDITが使用している。

- Rio（リオ） ノンリニアカラーグレーディングシステム。「編集」・「合成」・「フォーマット変換」等の機能も有する。オールインワンの複合機だが、特に編集機能が独特で番組やアニメ編集で人気が高い。旧Quantel Rio←Pabro Rio。元々Quantelが開発していたが、QuantelがSnell社（英語版）を買収してSnell Advanced Mediaへと社名を変更し、その後ベルデンがSnell Advanced Mediaを買収して子会社のGrass Valleyへと合併させ、最後はGrass Valleyが開発を行っていた。ソフトウェア版のRio Softwareとターンキー版のRio Turnkeyがあった[9]。販売終了[10]。

- Media Composer | Symphony Option (メディア・コンポーザー シンフォニー・オプション) AVID Media Composer用のカラーコレクションアドオン。Media Composer | Ultimateに内蔵されている[11]。

- Adobe SpeedGrade (スピードグレード) Adobe社のカラーグレーディングソフトウェア。AdobeがIRIDASより買収した。Adobe Creative Cloudに含まれている。ノンリニア編集ソフトウェアのPremiere Pro及びコンポジットソフトウェアのAfter Effectsにカラーグレーディング用のLumetriカラーパネルが導入されたことにより、開発および提供が終了となった[12]。

- Apple Color（英語版） (アップル カラー、旧FinalTouch) Apple社のカラーグレーディングソフトウェア。Appleが開発元のSilicon Colorを買収した。Final Cut Pro Xに統合され、開発が終了した。

#### 使用する機材
- Nucoda（ヌコーダ） シリーズ Digital Vision社のノンリニアカラーグレーディングシステム。DVNRの技術(ノイズリデューサー等)をソフトウェア化したDigital Vision Optics (DVO)をプラグインとして活用できる。コントロールサーフィスとしてPrecision Control Panelがある。
- DaVinci Resolve Advanced Panel/Micro Panel/Mini Panel  BMDによるDaVinci Resolve Studio用のコントロールサーフィス。
- Baselight Slate/Blackboard Classic/Blackboard 2 FilmLight LtdによるBaselight用のコントロールサーフィス。
- Neo Panel/Neo Nano Panel Grass ValleyによるRio用のコントロールサーフィス。
- Tangent Arc/Ripple/Wave/Element 様々なソフトウェアに対応するコントロールサーフィス。
- Pogle（ポーグル） Pandora International（英語版）社の発売するカラーコレクタ。コントロールサーフィスとしてPOGLE Revolution、POGLE Evolution (POGLEコントローラの後継[13])がある。
- Avid Artist Color/Euphonix MC Color 様々なカラコレソフトウェアに対応するコントロールサーフィス。販売終了[14]。

### ライブカラーグレーディング
ライブ (オンセット) カラーグレーディングは、RAW/Log撮影時の確認や生放送/ライブストリーミングなどのリアルタイムで色調整を行う必要がある場合に行われる。リアルタイムでLUTを適用するためのハードウェアとしてLUTボックスが存在する。

#### オンセット向けソフトウェア
- DaVinci Resolve - Resolve Live機能によりライブカラーグレーディング可能。
- Pomfort LiveGrade
- FilmLight Prelight - macOS用
- ASSIMILATE Live Assist/Live Looks

#### LUTボックス
現行
- Pandora Pluto
- TVLogic IS-mini / IS-miniX / IS-mini4K - 富士フイルムがWOWOWへ事業譲渡し[15]、WOWOWがTVLogicへ事業譲渡した[16]。
- FSI BoxIO / BoxIO Lite SDI
- Blackmagic Design Mini Converterシリーズ - LUT搭載のコンバータ
- AJA FS-HDR / ColorBox

廃止
- FilmLight FLIP (FilmLight Image Processor)[17]
- FilmLight Truelight On-Set[18]
- Speedgrade Onset
- Teradek COLR[19] / COLR Duo[20]
- AJA LUT-box[21]

### カラープロファイル / LUT形式
色変換のための定義形式はハードウェアやソフトウェアごとに異なっており、またその方式にも様々なものがある。例えば、色変換マトリクスを指定するもの (Imageworks color matrix形式 (*.spimtx) など)、傾斜 (スロープ)/オフセット/パワーを指定するもの (ASC-CDL形式など)、色変換向けのドメイン固有言語 (Color Transform Language形式 (CTL)など)、1次元ルックアップテーブル (1D-LUT) 形式、3次元ルックアップテーブル (3D-LUT) 形式などが存在する。また、LUT形式には補完方法の異なるものもある (例えばcineSpace CSP形式がスプライン補完を採用している)。LUT形式を標準化したものとして全米撮影監督協会 (ASC) 及び映画芸術科学アカデミー (AMPAS)がACESのCommon LUT Format形式 (CLF) を制定中であり、またAutodeskはその草案を拡張したAutodesk CTF形式を定めている。
| 種類             | 標準化団体 / ソフトウェア / ライブラリ | 形式 |
| ---------------- | -------------------------------------- | --- |
| 標準             | 全米撮影監督協会 (ASC)                 | ASC Color Decision List (*.cdl)、ASC Color Correction (*.cc)、ASC Color Correction Collection (*.ccc)         |
| 標準             | 映画芸術科学アカデミー (AMPAS)         | Color Transform Language (*.ctl)                                                                              |
| 標準             | ASC / AMPAS                            | Common LUT Format (*.clf)                                                                                     |
| 標準             | 国際色コンソーシアム (ICC)             | ICCプロファイル (*.icc)、Image Color Matching profile (*.icm)                                                 |
| 色管理ライブラリ | OpenColorIO                            | Imageworks color matrix (*.spimtx)、Imageworks 1D LUT (*.spi1d)、Imageworks 3D LUT (*.spi3d)                  |
| 色管理ライブラリ | cineSpace LUT Library                  | cineSpace CSP (*.csp)                                                                                         |
| カラコレ/ NLE    | Davinci Resolve                        | Resolve Cube (*.cube)、Resolve Dat (*.dat)、DaVinci LUT (*.davlut)、DaVinci Color Transform Language (*.dctl) |
| カラコレ/ NLE    | Adobe SpeedGrade / Premier Pro         | Iridas Look (*.look)、Iridas ITX (*.itx)、Iridas Cube (*.cube)                                                |
| カラコレ/ NLE    | Autodesk Flame / Lustre                | Autodesk CTF (*.ctf)、Discreet 1D LUT (*.lut)、Lustre Color 3D LUT (*.3dl)                                    |
| カラコレ/ NLE    | Apple Color / Final Cut Pro X          | Apple Color MGA (*.mga)                                                                                       |
| カラコレ/ NLE    | Nucoda                                 | Nucoda CMS (*.cms)                                                                                            |
| カラコレ/ NLE    | Quantel                                | Quantel LUT (.txt)                                                                                            |
| コンポジット     | Nuke                                   | Nuke Vectorfield (*.vf)                                                                                       |
| コンポジット     | Houdini                                | Houdini LUT (*.lut)、Houdini binary LUT (*.blut)                                                              |
| LUTボックス      | FilmLight Truelight                    | Truelight Cube (*.cub)                                                                                        |
| LUTボックス      | Pandora Pluto                          | Pandora MegaGamma (*.mga)、MegaGamma 3D (*.m3d)                                                               |
| LUTボックス      | FSI                                    | FSI DAT (.dat)                                                                                                |

1. ↑  OpenColorIOは最初ソニー・ピクチャーズ・イメージワークス (SPI) により開発され、オープンソース化された

#### LUT編集ソフトウェア
- 3D LUT Creator Oleg Sharonovにより開発されたLUT編集ソフトウェア。
- Lattice Video Village製のLUT表示および変換ソフトウェア。
- ColorPipe-tools Mikros Image製のオープンソースのLUT表示および変換ソフトウェア。
- Briz LUT Editor  BRIZ Software製LUT編集ソフトウェア。開発停止[32]。

#### 色変換ライブラリ/エンジン
Little CMS
オープンソースのカラーマネージメントライブラリ。ICCプロファイルにのみ対応している。
OpenColorIO (Academy Software Foundation←OpenColorIO Project←Sony Pictures Imageworks)
オープンソースのカラーマネージメントライブラリ。多くの形式に対応しており、多くの3DCGソフトウェアやコンポジットソフトウェアが対応している。
元々Sony Pictures Imageworksが支援を行っていた。2.0ではAutodeskの支援によりSynColorの技術が導入された。
cineSpace LUT Library
オープンソースの色変換ライブラリ。BSDライセンス。cineSpace CSP形式に対応している。
このライブラリはcineSpace製品の開発元であるRising Sun Researchの従業員により開発された。なおRising Sun Researchはその後Cine-tal Systemsに買収され、Cine-tal Systemsはその後THXに買収されている。
CTL (映画芸術科学アカデミー)
オープンソースの色変換固有言語「CTL」の実装。
SynColor (Autodesk)
別名Synergy color management、Autodesk Color Management。プロプライエタリな色変換エンジン。Autodesk製品に使われていたが、Autodesk Flame 2026ではOpenColorIOへと切り替えられた。
Adobe Color Management Module (Adobe)
プロプライエタリ。略称Adobe CMM。Adobe製品に使われている。
Truelight Software Library (FilmLight)
プロプライエタリ。
またFFmpegのlibavfilterライブラリもlut1d/lut3dフィルターなどでLUTによる色変換に対応している。DirectShow向け動画レンダラーのmadVRもLUTによる色変換に対応している。

### カラリストの所属
日本にカラリストという肩書きの人間は、数十人しかおらず、他の映像技術者と比べて小数である。また、ほとんどが、ポストプロダクションに務めるサラリーマンであるが、数人ほどフリーランスとして活躍している。

## タイミング
タイミングとは、フィルムで撮影された映像をフィルムへとコピーする際に色を変更する作業のことや、作業者の呼び方をいう。また、作業者をタイミングマンやタイマーということがあるが、これは俗称であり、映画のテロップに表される時には「タイミング」として表記されている。

### タイミングの仕事
タイミングの仕事は、映画での色を変更することである。フィルムを複製する時に露光する光の色を変え、映像の色を変えるのである。現像したネガフィルムを、撮影中に入れたチャートを基本にノーマルとなる色に調整して、映写機で再生できるポジフィルムを作る。これを監督やカメラマンなどのスタッフと共に試写室にて試写をし、色のイメージを決定していく。

### 仕事領域
タイミングの仕事は、色変更の意味合いが主だと考えられるが、もっとも重要なのはポストプロダクションにおいてフィルムに関する責任を負ことである。
フィルムには、傷・埃などがつき易く、傷がついた場合は、フィルム上で複製を撮っての修復する方法や、デジタル上で消去する方法などから適切なものを判断する。埃の場合は、フィルムクリーニングの機械や、手拭きによるクリーニングをする方法などをするか判断する。また、フィルムが破損した場合、デュープネガといわれる複製フィルムを作ったり、デジタル上で修復しフィルムに焼き付けたり、再撮（破損した部分を再度撮影すること）を判断することがある。
映像撮影用フィルムには、さまざまな種類があり、種類ごとに特性が違う。この特性を熟知し、カメラマンに最適なフィルムを提案するのも、タイミングの重要な仕事である。そのため、映画制作の打ち合わせの段階から、タイミングマンが立ち会うことが多い。また、フィルム特性を熟知するため、現像の作業をする人（現像マン）と共に最適な現像の手法を探ったり、撮影テストを行ったりする。

### 使用する機材
タイミングがフィルムの色を変更する時に使用する機材は、カラーアナライザーという。これは、フィルムをビデオカメラで読み取り、擬似的に色を変更してTV画面に表示する機材である。その時にカットごとに変更した色信号はタイミングデータといい、このデータを元にプリンターといわれる機材でフィルムを複製すると、タイミングマンの意図した色になったフィルムができる。
しかし、カラーアナライザーやプリンターや現像機には、同じ機械でもそれぞれクセがあり、タイミングマンは機械の特徴を把握しながら、機械を指定して作業することがあり、正に職人技といえる。

### タイミングの所属
タイミングマンは、映像フィルムの現像をしているポストプロダクションに務めているサラリーマンである。カラリストとは違い、フリーランスのタイミングマンは存在しない。これは、現像所の基幹に関わる技術が必要で、一般的に現像所の技術は門外不出が多いためだと思われる。

## カラリストとタイミングの違い
フィルムからビデオ信号に変換する際に色変更したり、ビデオ信号から色変更してビデオ信号にする時に、カラリストが作業する。フィルムから、色変更をしフィルムにする人のことは「タイミングマン」という。
色変更に使う機材が全く違うため、タイミングとカラーリストを兼務している人間は少ない。